# Echinomyidae
Famille
Les Echinomyidae forment une famille de rongeurs fossiles.

## Liste des genres
Selon Paleobiology Database (14 avril 2015) :
- genre Graphimys
- genre Gyrignophus
- genre Lomomys
- genre Prospaniomys
- genre Protadelphomys